# Anna Caroline Oury
Pour les articles homonymes, voir Oury.
Anna Caroline Oury, à l'origine Anna Caroline de Belleville, aussi connue sous les noms de Ninette de Belleville, Ninette von Belleville, Ninette de Belleville-Oury, née le 24 juin 1808 à Landshut (royaume de Bavière) et morte le 22 juillet 1880 à Munich, est une pianiste et compositrice allemande d'ascendance française.
Il semble que ce soit la même compositrice que Emilie Belleville-Oury, citée par Otto Ebel dans Les femmes compositrices (mêmes œuvres, même professeur ; la différence est que Otto Ebel la donne comme née à Munich).

## Biographie
Anna Caroline de Belleville est la fille d'un aristocrate français, directeur de l'Opéra de Mannheim.
Entre 1816 et 1820, elle étudie le piano avec Carl Czerny à Vienne où elle rencontre Beethoven et où elle l'écoute improviser.
En 1829, elle se rend à Varsovie ; Frédéric Chopin est suffisamment impressionné pour parler d'elle dans une lettre, louant son jeu (« excellent ») pour sa légèreté et son élégance. Douze ans plus tard, en 1841, Chopin lui dédiera sa Valse en fa mineur (op. 70, no 2), publiée seulement en 1855.
En juillet 1831, elle fait ses débuts à Londres au Her Majesty's Theatre avec Niccolò Paganini. En octobre elle épouse Antonio James Oury (1800–1883), un violoniste de ce théâtre. Entre 1831 et 1839, ils font une tournée en duo,, en Allemagne, en France, en Belgique, aux Pays-Bas, en Autriche et en Russie avant de s'installer en Angleterre, à l’exception d'une tournée en Italie en 1846-1847.
Travaillant avec son mari, elle l'assiste pour la création de la Brighton Musical Union en 1847, un club de musique de chambre calqué sur la London Musical Union. Elle consacre le reste de sa carrière à la composition jusqu'à ce qu'elle prenne sa retraite en 1866, composant environ 180 œuvres pour piano durant cette période.

## Œuvres
Oury a publié plus de deux cents œuvres dont plusieurs transcriptions :
- Souvenir d’Édimbourg (arrangement)
- Fantasie on the opera "L'Africaine"
- La Chasse de Compiègne
- Plaintes de l'Absence
- Marche Écossaise
- Valse brillante
- Nocturne[8].